# Herrenhaus Waltersdorf

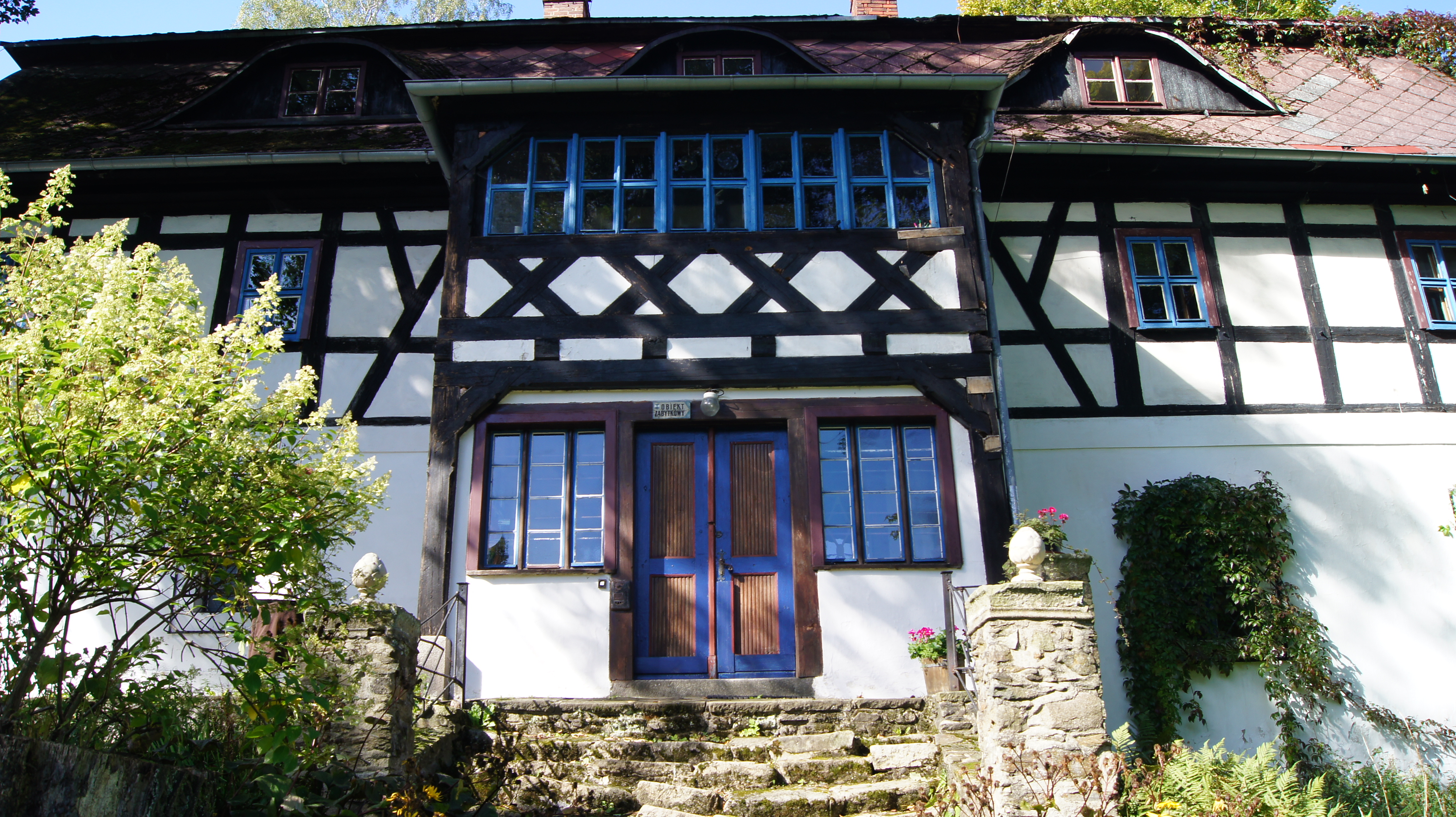
Herrenhaus Waltersdorf

Schloss Waltersdorf (polnisch Dwór w Mniszkowie) ist ein ehemaliger Herrensitz in Mniszków (Waltersdorf) in der Landgemeinde Janowice Wielkie (Jannowitz) im Powiat Jeleniogórski (Kreis Hirschberg/Riesengebirge), Woiwodschaft Niederschlesien, Polen.

## Geschichte
Das Herrenhaus geht möglicherweise auf einen seit dem 13. Jahrhundert bestehenden Herrensitz zurück. Der Hirschberger Schleierherr Christian Geier ließ 1728 einen Landsitz in Fachwerk errichten. Im Inneren sind barocke Malereien und die farbige Gestaltung der Treppenhalle im ersten Obergeschoss bemerkenswert. Ende des 18. Jahrhunderts erwarben die Grafen zu Stolberg-Wernigerode auf Schloss Janowitz das Haus und ließen es ab 1780 umgestalten.
Im Jahr 1908 erwarb Albrecht von Ledebur auf Initiative von Julia von Ledebur das Haus, die oft zu Besuch in Jannowitz war. Nach Plänen von Paul Schultze-Naumburg wurde das Haus umgebaut. Ab 1921 war Christa von Renthe Eigentümerin. Heute ist das Herrenhaus sorgfältig restauriert.